# 烏山消防署
烏山消防署（オサンしょうぼうしょ）は京畿道消防災難本部所属の消防署である。

## 管轄区域
- 烏山市

## 沿革
- 1991年6月15日 - 開設。管轄は烏山市、華城郡のうち台安邑、郷南面
- 1995年3月9日 - 峰潭面を水原消防署から編入。管轄区域が烏山市と華城郡になる。
- 2001年3月21日 - 華城郡の華城市昇格に伴い、管轄区域が烏山市と華城市になる。
- 2008年5月26日 - 華城市を華城消防署に分離。管轄が烏山市のみになる。

## 119安全センター
| 119安全センター     | 住所             | 管轄区域                                                           |
| ------------------- | ---------------- | ------------------------------------------------------------------ |
| 青鶴119安全センター | 烏山市青鶴路55-6 | 烏山市（園洞、高峴洞、晴湖洞、葛串洞、斗谷洞、伐音洞、塔洞を除く） |
| 園洞119安全センター | 烏山市京畿大路99 | 烏山市のうち園洞、高峴洞、晴湖洞、葛串洞、斗谷洞、伐音洞、塔洞     |